# Franciszek Buliński
Franciszek Buliński (ur. 16 września 1893 w Chrzanowie, zm. 25 marca 1967 w Chrzanowie) – żołnierz Legionów Polskich, armii austriackiej, oficer Wojska Polskiego w II Rzeczypospolitej, działacz niepodległościowy, kawaler Orderu Virtuti Militari.

## Życiorys
Urodził się w rodzinie Kajetana i Julii ze Skotnickich. Absolwent gimnazjum, student medycyny na Uniwersytecie Jagiellońskim, członek Związku Walki Czynnej.
W 1914 wstąpił do Legionów Polskich, do 12 kompanii 5 pułku piechoty. W grudniu 1914 w bitwie pod Łowczówkiem, z terenu zajętego przez Rosjan, pod ostrzałem nieprzyjaciela, uratował rannego towarzysza broni. Za bohaterstwo w walce odznaczony został Krzyżem Srebrnym Orderu Virtuti Militari. 1 listopada 1916 został mianowany chorążym sanitarnym. Po kryzysie przysięgowym wcielony został do armii austriackiej i walczył na froncie włoskim.
W listopadzie 1918 wstąpił do odrodzonego Wojska Polskiego i otrzymał przydział do II batalionu 8 pułku piechoty Legionów. Walczył na froncie polsko-ukraińskim i polsko-bolszewickim. W tym czasie awansowany został na stopień kapitana. Po wojnie zdemobilizowany. W 1934, jako oficer rezerwy pozostawał w ewidencji Powiatowej Komendy Uzupełnień Warszawa Miasto III. Posiadał przydział w rezerwie do Kadry Zapasowej 9 Szpitala Okręgowego.
W 1924 ukończył studia na Wydziale Prawa Uniwersytetu Jagiellońskiego. Początkowo pracował w sądownictwie, potem w administracji państwowej. Był między innymi starostą w Limanowej i pracownikiem kieleckiego Banku Polskiego.
W czasie okupacji niemieckiej ukrywał się. Pracował na gospodarstwie rolnym w okolicach Tarnowa. Po 1945 pracował w bankach w Gdańsku i w Chrzanowie. Zmarł w Chrzanowie i tam jest pochowany.
Był żonaty z Antoniną z Mitrzyków.

## Ordery i odznaczenia
- Krzyż Srebrny Orderu Wojskowego Virtuti Militari nr 6546 – 17 maja 1922[5][6]
- Krzyż Niepodległości – 4 listopada 1933 „za pracę w dziele odzyskania niepodległości”[7][1]
- Krzyż Walecznych (trzykrotnie)[1]